# Mary Miles Minter
Mary Miles Minter, eg. Juliet Shelby Reilly, född 25 april 1902 i Shreveport, Louisiana, död 4 augusti 1984 i Santa Monica, Kalifornien, var en amerikansk skådespelerska.

## Biografi
Enligt henne själv blev hon tvingad av sin mor, Charlotte Shelby, att vid sju års ålder ansluta sig till ett turnerande teatersällskap. Broadway-impressarion Charles Frohman fick syn på henne och hon fick en roll i A Fool There Was (1909). Genombrottet kom två år senare när hon spelade mot Dustin Farnum i The Littlest Rebel. De turnerade med pjäsen i tre år.
Hennes aggressiva mor övertalade en filmproducent att engagera hennes dotter i en viktig roll i filmen The Nurse (1912). När Juliet efter det pjäsen The littlest Rebel lades ner 1915, återvände till filmen, var det med det nya artistnamnet Mary Miles Minter. En organisation som skulle övervaka omyndigas (under 16 år) framträdande på film, hade reagerat. Mrs Shelby ”lånade” då namnet på en äldre, död släkting som Juliet övertog.
Hon fick ett guldkantat kontrakt med Metro men efter succén med filmen Barbara Frietchie, ville hennes mor att hon skulle bryta med Metro. Mrs Shelby fann ett kryphål och Mary skrev ett ännu mer ekonomiskt lönsamt kontrakt med bolaget American Flying-A. Efter 26 filmer flyttade hon över till Paramount.
Hon var en stjärna att räkna med när hennes karriär fick ett abrupt slut. Den 1 februari 1922 mördades regissören William Desmond Taylor (1877-1922) i sitt hem. Både Mary och hennes väninna Mabel Normand hade nära relation med Taylor då mordet skedde men ingen av dem blev misstänkt för mordet. Rykten om att filmstudion mörklade händelser förföljde undersökningen. W. D. Taylors hemliga förflutna avslöjade en hel del som hade motiv. Nutida undersökning pekar mot två sannolika mördare, en narkotikalangare som var ovän med Taylor på grund av regissörens anti-drogpolicy, och Marys mor, Charlotte Shelby. Man tror motivet kan ha varit att hon antingen var förälskad i Taylor eller försökte hindra en skandal. Det senare är kanske mest troligt, då mrs Shelby mutade tre konservativa åklagare i Los Angeles. 
Mordet och spekulationerna fullkomligt raserade Marys filmkarriär. Hon lämnade Hollywood och reste till Frankrike. Där gifte hon sig med en fastighetsmäklare och det äktenskapet var långlivat. Hennes och hennes mors dåliga förhållande skapade rubriker i pressen i årtionden. 
Tragiska händelser följde Mary. 1981 blev hon överfallen och rånad i sitt hem och efter sin död 1984, stämde en granne dödsboet, hävdande att hon var Marys oäkta dotter. Fallet blev avskrivet i början av 90-talet. Till sin död vägrade hon att prata om mordet på William Desmond Taylor.

## Filmer, urval

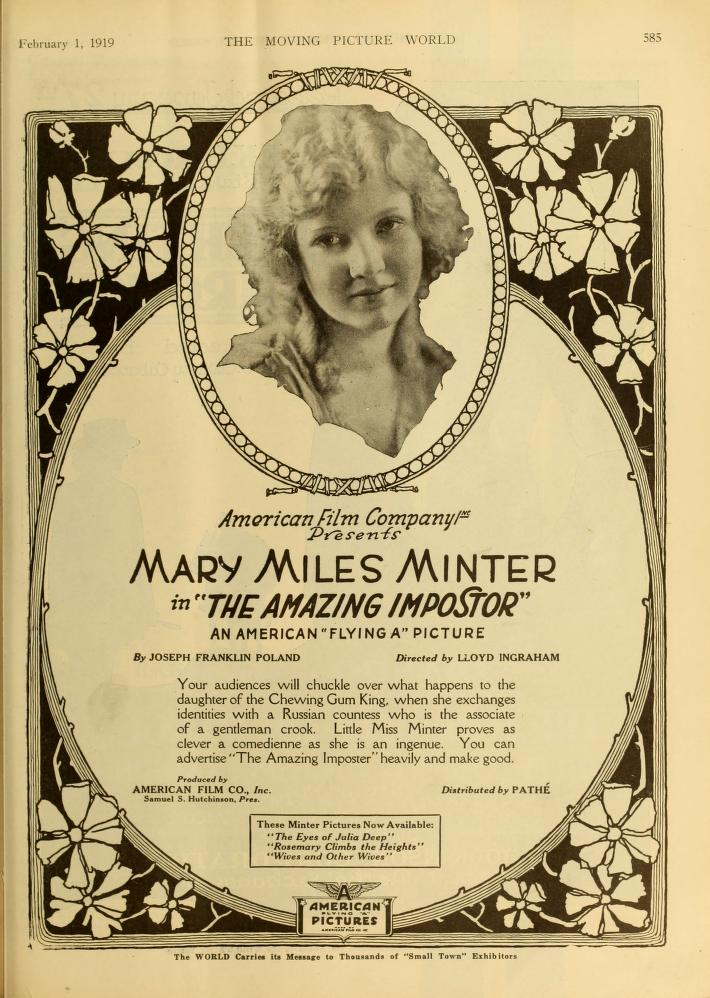
The Amazing Impostor (1919)

- Always in the Way (1915)
- Emmy of Stork's Nest (1915)
- Dimples (1916)
- Barbara Frietchie
- Youth's Melting Pot (1916)
- The Eyes of Julia Deep
- The Ghost of Rosy Taylor (1918)
- Anne of Green Gables (1919)
- Nurse Marjorie (1920)